# Cosmo & Wanda – Ziemlich verrückte Weihnachten
Cosmo & Wanda – Ziemlich verrückte Weihnachten (Originaltitel A Fairly Odd Christmas) ist ein US-amerikanischer für Nickelodeon produzierter Fernsehfilm, der auf der Cartoon-Serie Cosmo und Wanda – Wenn Elfen helfen basiert. Der Film erreichte bei seiner Premiere am 29. November 2012 in den USA 4,5 Millionen Zuschauer. Er wurde in Deutschland am 14. Dezember 2013 ausgestrahlt.

## Handlung
Timmy Turner reist mit der magischen Hilfe seiner Elfenpaten Cosmo und Wanda im fliegenden Wohnmobil umher und erfüllt den Kindern alle Wünsche. Welches Kind glaubt da noch an den echten Weihnachtsmann? Santa ist sehr erbost und Timmy reist zum Nordpol, um ihn zu besänftigen. Aber dort passiert ein Missgeschick und Santa kann nicht mehr die Geschenke verteilen. Nun muss Timmy das Weihnachtsfest retten.

## Besetzung und Synchronisation
| Figur                 | Darsteller      | Deutscher Sprecher |
| --------------------- | --------------- | ------------------ |
| Timmy                 | Drake Bell      | Benedikt Weber     |
| Trudy                 | Daniella Monet  | Magdalena Turba    |
| Denzel Crocker        | David Lewis     | Marcus Off         |
| Mrs. Turner           | Teryl Rothery   | Michaela Kametz    |
| Jean-Claude von Ramme | Mark Gibbon     | Volker Wolf        |
| Elmer der Oberwichtel | Tony Cox        | Tobias Lelle       |
| Christmas Carol       | Devyn Dalton    | Katrin Heß         |
| Dingle Dave           | Travis Turner   | Felix Strüven      |
| Santa                 | Donavon Stinson | Matthias Haase     |
| Vicky                 | Devon Weigel    | Katja Liebing      |

| Figur     | Originalsprecher  | Deutscher Sprecher |
| --------- | ----------------- | ------------------ |
| Cosmo     | Daran Norris      | Norman Matt        |
| Wanda     | Susanne Blakeslee | Ilya Welter        |
| Baby Poof | Tara Strong       |                    |